# マルス (システム)

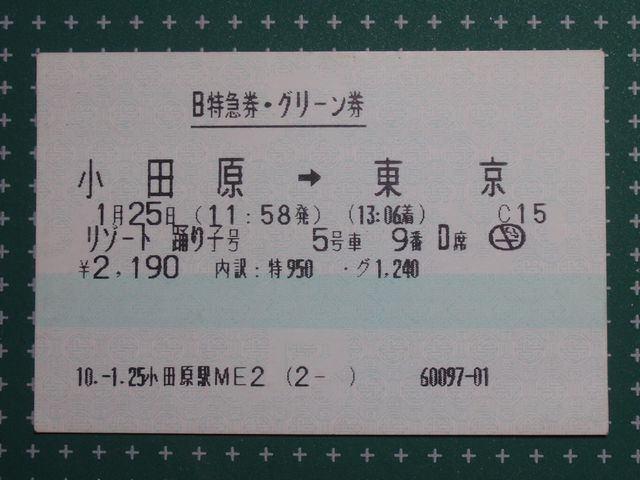
MARSによる発券の一例

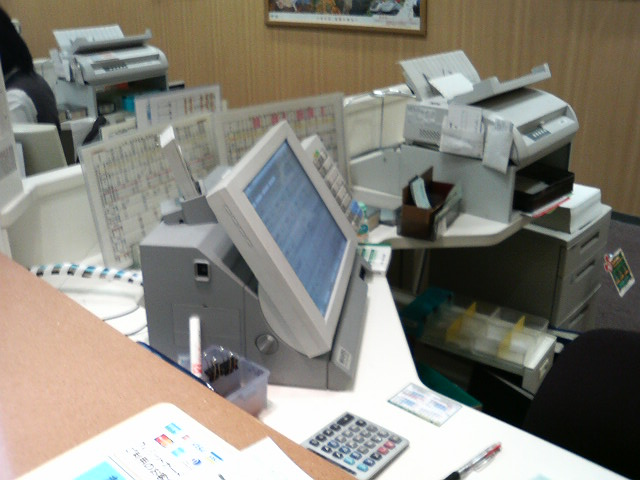
MR32型マルス端末

マルス（英語: MARS : Magnetic-electronic Automatic Reservation System）は、日本国有鉄道（国鉄）・JRグループの座席指定券類の予約・発券のためのコンピュータシステムである。

## 概要
JRの指定席券を主として、乗車券類・企画券などの座席管理・発行処理および発行管理（精算業務）を行う巨大なオンラインシステムであり、ホストシステム、端末ともに「マルス（端末）」と呼ばれることが多い。
名称について、元々は "Magnetic electronic Automatic seat Reservation System"（磁気的電子的自動座席予約システム）の略とされていたが、その後 "Multi Access seat Reservation System"（多重アクセス座席予約システム）の略となり、現在では再び"Magnetic electronic Automatic seat Reservation System"の略となっている。ローマ神話の軍神マルスにかけたネーミングでもある。アルファベットでは"MARS"と書くが、一般には片仮名で「マルス」と表記される。
マルス1（マルスワン）が電子計算機技術のオンラインリアルタイムシステムへの応用の可能性を示したこと、現代でも実際に使われているシステムへの発展の基礎となったことが評価され、2008年（平成20年）10月、電気学会の電気技術顕彰制度「第1回でんきの礎」モノ部門に選定された。
また、2009年（平成21年）には情報処理学会により「情報処理技術遺産」として認定された。

### マルスシステム
マルス501の中央装置（ホストコンピュータ）は、2013年までは東京都国分寺市にあったが、その後住所を明らかにしない形で別の場所に設けられたシステムセンターに移転している。このセンターは、震度7の横揺れにも耐えうる免震構造と、特定非営利活動法人日本データセンター協会（データセンターの業界団体）による施設基準の格付けで最高水準（ティア４）の信頼性を確保したセキュリティ設備を備えている。大規模地震などの災害が発生してもサービスを継続的に提供できるようになり、安全性と信頼性が高まった。国鉄分割民営化以後は鉄道情報システム株式会社（JRシステム）が保有・運営している。
中央装置で一括管理する集中型を採用しており、中央装置は歴代日立製作所の大型コンピュータ・超大型コンピュータが採用されている。2020年（令和2年）時点で使用しているマルスは「マルス505」である。
もともとは鉄道切符（乗車券・特別急行券・急行券・座席指定券・特別車両券・寝台券など）の発売のために開発されたシステムだが、現在では乗車券類だけでなく、宿泊券、遊園地や展覧会などイベントの入場券等の販売も行えるようになっており、かつては航空券を取り扱ったこともあった。
JR東海を除くJR鉄道駅のみどりの窓口・JR東海のJR全線きっぷうりば・旅行代理店に設置される端末（MR端末、東日本旅客鉄道（JR東日本）ではMEM端末。MEX端末はJR東日本の子会社であるJR東日本情報システムがJR東日本向けに開発した端末が主流）とは、鉄道情報システムが管理するJRネットなどを経由してホストと接続されている。また、JTB（旧日本交通公社）、日本旅行、近畿日本ツーリストなど、大手旅行代理店の旅行業システムともオンラインで接続されており、旅行業側の端末でJRの指定券などを発売することが可能である。
端末で管理されている座席は、JRの新幹線や特急列車や、急行・快速・普通列車の「座席指定席」を中心に、「ドリーム号」などJRバス各社およびこれらと共同運行する高速バスの座席指定席などである。バスの座席については、JRシステムなどで新たに開発された座席予約管理システムである「高速バスネット」に移行する方策が採られている（詳細は後述）。また2015年（平成27年）6月30日までは日韓共同きっぷを発売していた関係で、大韓民国のKTXの座席も管理していた。
マルスのシステム稼働時間は、日本標準時で4時00分から翌日2時00分までである。

### 乗車券原紙
乗車券原紙については、偽造防止のため、原紙表面へJRマークと字模様（旅客鉄道会社別にアルファベットなどで一文字 … 北海道：北 / 東日本：E / 東海：C / 西日本：W / 四国：S / 九州：K。JRの駅以外のマルス〈JR貨物が過去に行っていた旅行代理業『JRエフツーリスト』を含む〉で発券される場合は当該地域のJR旅客会社の字模様が入ったものを使用）と「JRロゴ」が浮かび上がる潜像が施されており、カラーコピーをした場合において、真券と偽造券の識別が簡単に出来るように工夫されている。

### 定期券原紙（磁気/IC共通）
磁気定期券原紙については、前述のようなドラム型のロール紙タイプではなく、樹脂製の横85ミリメートルにカットされた用紙が用いられており、乗車券原紙以上の偽造防止策が施されている。また有効期限内であれば、劣化による券面の印字が不鮮明な場合などは購入駅で無償で交換してもらうこともできる。
旅行会社ではJR定期券の発売は行わないので旅行会社向け端末では削除されている。

### マルス端末
マルスシステムに接続して各種切符を発券する端末は、駅員が操作するタイプ（鉄道情報システム（JRS）製品：MR型、JR東日本情報システム（JEIS）製品：ME型）と、顧客自身が操作するタイプ（MV型）の2つに分類できる。
これらは、JR各社のさまざまなニーズに応じることができるように、JR東日本におけるSuica、JR西日本におけるICOCAへの対応など、システムや機能が拡張されている。また、クレジットカード会社の信用照会ともオンラインで接続されており、カード決済による発券の際には、信用照会端末としての機能も併せて持つ。
なお、端末は日立製作所製のほか、一部に日立と同じく芙蓉グループに加盟する沖電気工業製のものも存在する。沖電気製機材はMV30端末やMV50端末、JR東日本のMEM端末、MEX端末、ME-4端末で主に使用されているほか、M型端末は日立製作所とともに2社で製造していた。

#### 駅員操作型端末
JR鉄道駅や旅行会社のみどりの窓口の端末に、駅員や旅行会社係員が端末を操作し、列車や座席、条件等を指定することにより、端末に接続されたプリンターから自動的に切符類が発券される。端末から出力される切符は、ほとんどが磁気化券となっており、発売された切符の内容がマルス端末による自動控除（払戻処理）用と、自動改札機用の情報それぞれにエンコードされ記録されている。発売された切符のうち、定期券サイズで切符に丸印の中に×のマークが入った切符や、自動改札機を通過できない旨明記された切符以外は、原則として全国のJR各駅の自動改札機を通過することが可能である。
端末の種類としてはMR型、ME型になる。

#### 顧客操作型端末
JR発足直後にも「TravelEDI端末」が試験運用されていたが、2000年代に入ってからは利用客が自ら操作できる指定席券の発券や座席の指定機能を持った指定券自動券売機（MV端末）が、主要駅に設置されるようになった。ただし、設置箇所や設置旅客会社の方針により、発売品目や列車は限定されている。
現金のほか、クレジットカードによる決済にも対応している。旅客向けの名称はJR北海道、JR東日本、JR東海、JR四国、JR九州では「指定席券売機」、JR西日本では「みどりの券売機」である。
端末の種類としてはMV型、ER型になる。MV端末筐体のカラーは会社ごとに異なる（北海道:紺〈対話遠隔操作タイプの『話せる券売機』は橙〉 東日本：薄紫、東海：青、西日本・四国：黄緑、九州：白）。
JR西日本の一部駅には、お客様センターから対話遠隔操作タイプの「みどりの券売機プラス」のほか、e5489・エクスプレス予約受取専用の「みどりの受取機」などが設置されている。また、かつてはJR東日本の一部駅にも対話型端末の「もしもし券売機Kaeruくん」（ER端末）が設置されていたが、インターネット注文から受け取り対応用「えきねっと」に刷新された。

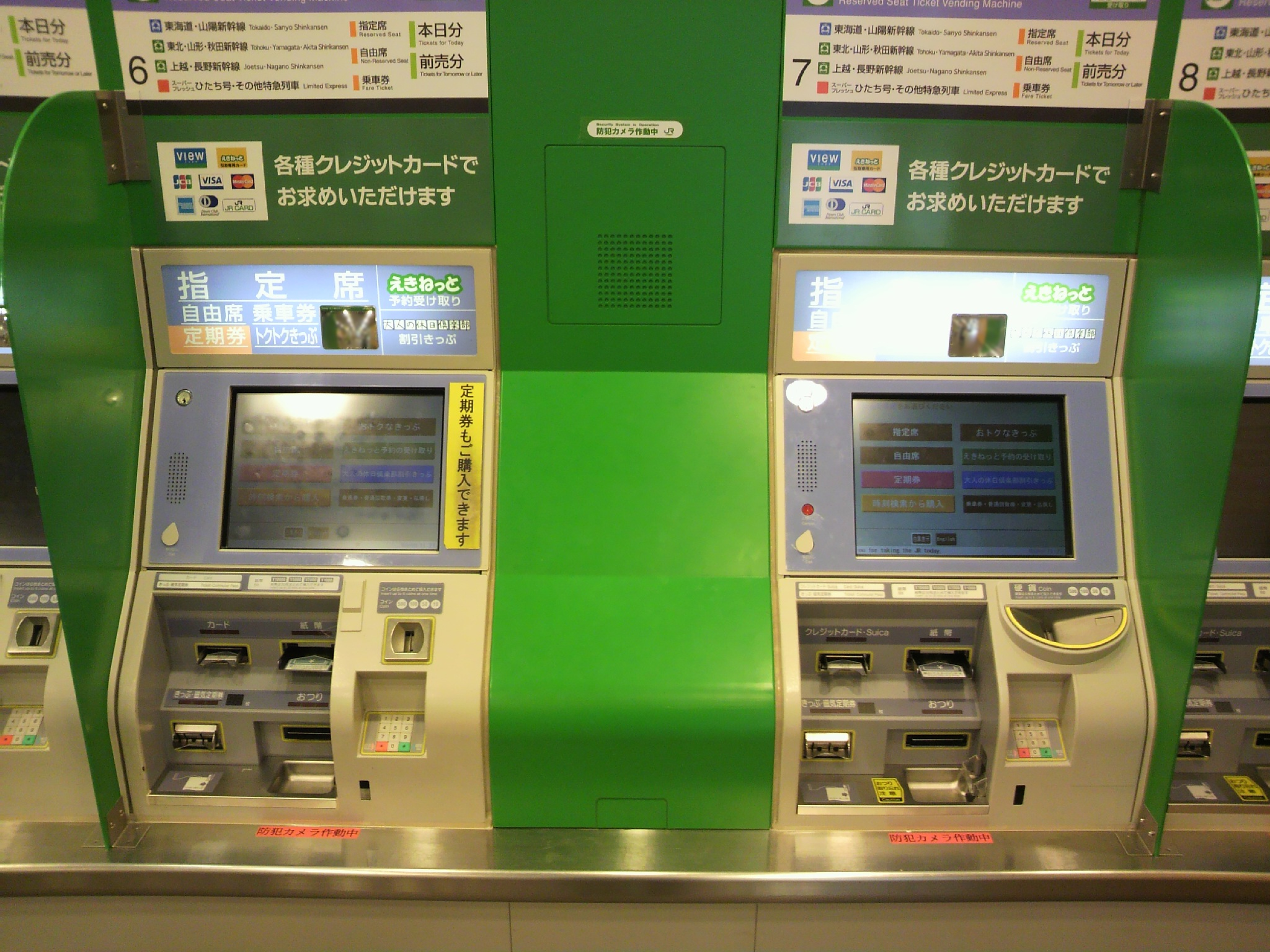
JR東日本・指定席券売機（MV端末）。 MV30型（左）とMV35型（右）
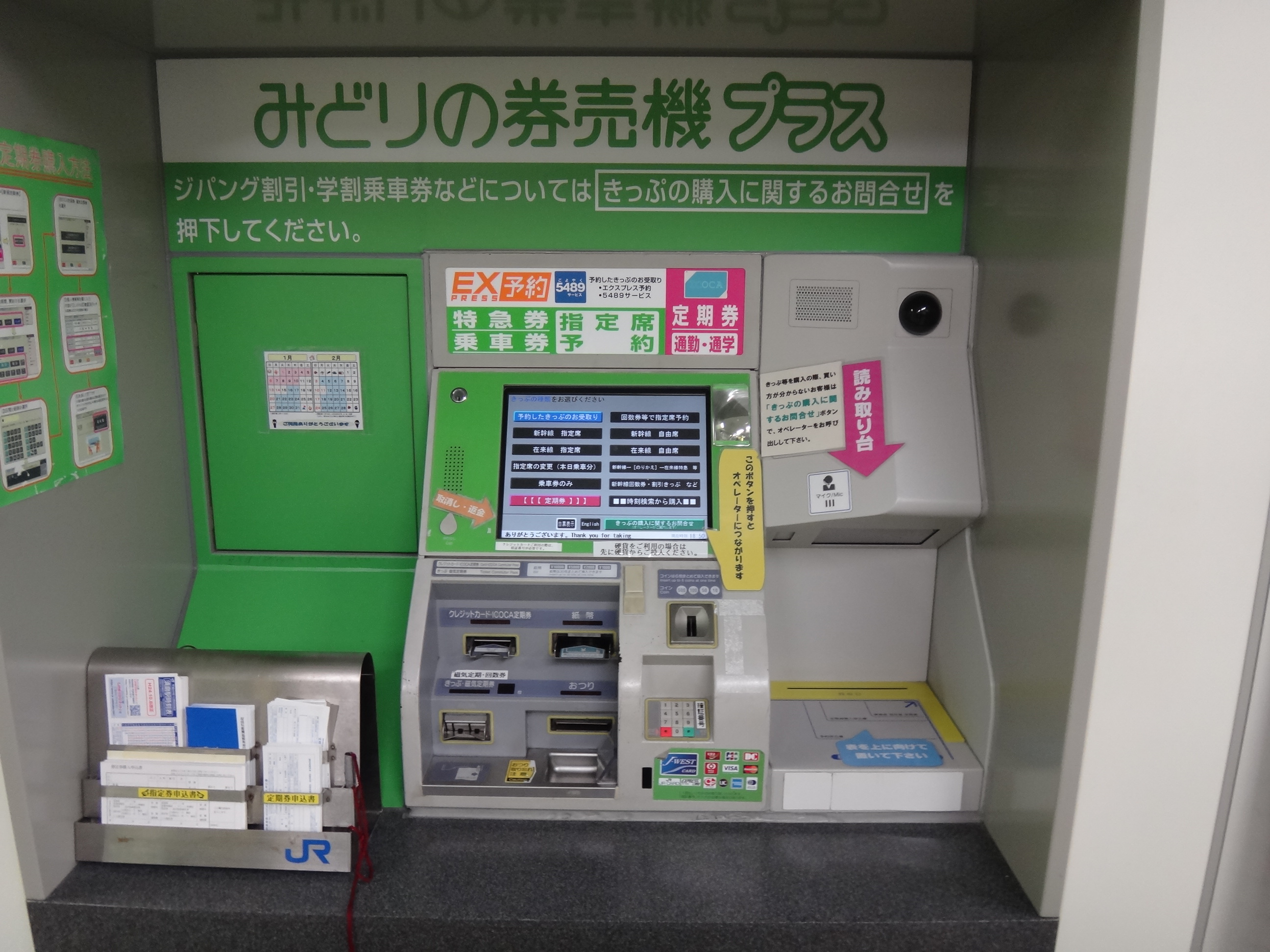
JR西日本・山陽本線（JR神戸線）須磨駅に設置されたみどりの券売機プラス、オペレーターとの交信が可能

#### 主な機能（駅員操作型端末）
1. マルス業務
  - 指定券：在来線・新幹線の指定席の発売・乗車券類変更
  - 自由席券：自由席特急券・急行券・普通列車グリーン券の発売・乗車券類変更
  - 乗車券：普通乗車券（片道・往復・連続）・普通回数券・入場券の発売
  - 定期券：定期券（通勤・通学）新幹線自由席定期券・在来線自由席定期券・定期入場券の発売
  - 特企券：特別企画乗車券の予約券発売
2. 団体・共通業務
  - 団体：団体乗車券の発売・乗車券類変更
  - 控除：乗車券類の自動控除（乗車変更で交換前の乗車券類や係員が誤って発券した乗車券類の廃札処理）
  - 払戻：乗車券類の自動払戻（任意による払い戻しや事故等による無手数料払い戻しの廃札処理）
  - 集計/特殊：売上集計（係員交代の引継集計）締切集計
  - 締切月計：毎月1日に先月分の締切集計
3. マルス旅行業業務
  - 旅館券：JRグループ提携の日本全国の旅館・ホテルの空室状況の照会と宿泊券の発売・変更・払戻
  - イベント券：東京ディズニーリゾートやユニバーサル・スタジオ・ジャパンなどのテーマパーク入園券、各種展覧会等の入場券の発売、食堂車の予約券発売
  - レンタカー券：駅レンタカーの在庫照会、レンタカー券の発売・変更・払戻・控除
  - 航空券：ANA（系列航空会社も含む）や日本航空（系列航空会社も含む）の航空券新規発売・払戻し・変更（払戻しについては、旅客会社発行かつ発行した旅客会社の駅に限る）
    - 旅館券・航空券の発売に関しては旅行業務取扱管理者資格を持った社員が在籍しないと発売できないため、JR西日本は2008年（平成20年）3月31日をもって駅での旅行業取り扱いを終了し、グループ会社の日本旅行での取り扱いに一元化したことから、同社管内の駅に配置されている端末では初期メニューからも旅館券・航空券の項目が削除されている。また旅行会社では航空券は自社の総合端末の発券機能か、別途航空会社からレンタルされた端末を使用し、旅館券やイベント券も自社のシステムで発券することが多いため、マルスでの旅行業務機能は使う用途が限られている。
4. 個別業務（旅客会社によってメニューが異なる）
  - ICカード：ICカード新規発売・チャージ・払戻、IC定期券の新規（継続）発売・払戻（四国旅客鉄道（JR四国）を除く旅客各社。JR西日本は諸事情によりチャージの取扱を現金・クレジットとも中止）
  - SMART ICOCA定期券：定期券の新規（継続）発売・払戻（JR西日本のみ。発売・払戻については定期券部分のみでSMART ICOCA本体の新規発売は駅窓口では行なわず、大阪駅のClub J-WESTサービスコーナーの窓口で一括して行う他、地方からの申込者への郵送対応を行う）
  - エクスプレス予約：東海道・山陽新幹線エクスプレス予約の発券・締切集計（JR東海・西日本のみ）
  - MR-POS（駅収入管理システム）（JR東海のみ）
  - E-POS（駅収入管理システム、九州旅客鉄道（JR九州）管内と一部他社管内の乗車券・トクトクきっぷ発券、JR九州のみ）
  - 総販（JR北海道のみ）
5. ワンタッチ
  - 予め売れる乗車券類の登録で内容は駅によって異なる。
6. メンテナンス
  - 前述の「ワンタッチ」の登録内容の修正・追加・削除。
7. 終了
  - マルス端末の運転終了であり、これを「OFF」にしないと本体の電源は切れない。
8. 営業訓練/営業試験
  - 発売開始前や端末機器の電源を立ち上げた直後に印刷状態確認のテスト発券や機器操作の教育訓練で発券された営業訓練用乗車券類は、旬毎の単位で取り纏め審査担当箇所へ納品されるため、一般に入手することは不能である（万一、一般の手に渡っても券面の左上部分に枠囲みで「訓練」または「営試」と表示されており、自動改札機は通過できないし使用すらできない）。通常の乗車券原紙を使わずにJRロゴマークが印刷されていない白紙の乗車券原紙を使用するところもある。
9. 操作控除
  - 本来、端末で発券された乗車券類は、控除メニューから自動控除処理によって廃札処理を行うが、乗車券類裏面の磁気トラックが端末で読み取れなかった時など手作業入力で控除をして廃札処理を行う。
10. 操作払戻
  - 本来、端末で発券された乗車券類は、払戻メニューから自動払戻処理によって廃札処理を行うが、乗車券類裏面の磁気トラックが端末で読み取れなかった場合などに手作業入力で払戻をして廃札処理を行う。また、任意の理由による払戻の場合、本来は手数料が計上されるが、顧客の誤購入・事故などの場合には無手数料扱いにすることが可能な機能である。クレジットカードで購入した乗車券類を乗車変更し、乗車変更後の乗車券類もクレジットカードで支払う場合もこの機能を使う。この場合、クレジットカードの請求書上では一旦原券を無手数料で払い戻し、改めて購入する形になる。
11. 払戻申出証明・乗変申出証明機能（リザーブキャンセル）
  - 出発間際など、払戻箇所に制限のある乗車券類等（クレジットカードで購入した乗車券類や、団体券、契約乗車票など）の場合、特急券や指定券のリザーブした座席を取消し、管理サーバーに戻す機能。原券は購入者自身が後日購入箇所に持参の上で精算を受ける[11]。

#### 主な機能（顧客操作型端末）
（設置駅によって発売内容が異なる）
1. 指定券：在来線・新幹線の指定席の購入・乗車変更
2. 自由席券：自由席特急券
3. 乗車券：普通乗車券（片道・往復・連続）・入場券（一部駅のみ）の購入
4. 定期券：通勤・通学IC/磁気定期券（新規・継続、ただし通学定期は年度を跨らない継続のみ）
5. 一部の特別企画乗車券
6. JR東海・西日本エクスプレス予約、JR西日本・四国e5489、JR九州インターネット列車予約、JR東日本・北海道えきねっと予約、サイバーステーションの受取

（以下係員操作が必要な部分）
1. 乗車券：学割などの証明書の必要な割引乗車券
2. 定期券：通学IC/磁気定期券（新規・年度を跨る通学定期）
3. 締切業務（日計/月計）
4. JR東海・西日本エクスプレス予約発売実績締切
5. 釣銭補充
6. 売上金回収（日毎/全回収）
7. 試刷（発売開始前に印刷状態確認のテスト発券）

## 開発の経緯
マルスが開発される以前は、予約列車の始発駅が属する指定席管理センターにおいて、列車ごとに日別の指定席台帳を作って各列車の指定席を管理していた。駅で切符の申込みを受けた際は、駅員が電話でセンターに問合わせをする。センターでは指定席台帳から空き座席を探し出し、見つけた座席の座席番号を回答し、駅ではその座席番号を指定券に書き写して発券していた。
指定席管理センターでの予約処理はおおよそ以下のとおりであった。
1. 予約処理を行なう職員は、方面別の指定席管理台帳が収納されている、回転テーブルの前に着席している。
2. 駅係員などからの指定席要求に対し、かなりの速度で回転しているテーブル（直径約2 m、約8秒前後で1回転）から該当する台帳を取り出す。
3. 台帳に席の割り当てを行なう。
4. 問い合せ元への回答を行なう。
5. 書き込んだ台帳を、回転テーブルの所定の位置が自分の前に戻ってきたタイミングで正確に投げ戻す。

これらの作業にはかなりの技を駆使する必要があった。ベテランになると、1メートルぐらい離れたところからでも所定位置に戻せるという、まさに職人技をもって対処していた。この様子は国立科学博物館のマルス101の展示の前で流されている解説ビデオなどで見ることができる。
しかしこの方式では発券までに最短でも2分程度かかり、普段はさらに電話の順番待ちや台帳の使用待ちなどの時間がかさんで、数十分かかることも少なくなかった。その上、指定席車を連結する特急・急行列車が増加するにつれて申込みも膨大な量となり、遂には捌ききれなくなってしまった。実際に、指定席（券）を必要とする旅客がいるにもかかわらず、発券が間に合わないため、空席を残したまま列車が発車してしまう事態も発生していた。さらに、主たる作業を人手で行っていたために、聞き間違いによる予約指定ミス、書き間違い、回答の言い間違い、転記ミスなど、ヒューマンエラーによる発券ミスを引き起こす要因が数多くあった。
これを改善するため、1956年（昭和31年）ごろから国鉄の営業局･電気局･鉄道技術研究所で基本構想が練られ、翌1957年（昭和32年）には当時の鉄道技術研究所の穂坂衛、大野豊らが、日本が最初に輸入したコンピュータであるBendix G-15のアーキテクチャや、アメリカン航空が当時研究中の座席予約システム「SABRE」などを参考にしつつ、世界初となる列車座席予約システムを機械化する研究を開始した。さらに翌年の1958年（昭和33年）、日立製作所とともにマルスの開発が開始された。また、相前後して、小田達太郎による、サイバネティックスの考え方などの導入といった改革の機運が、国鉄内にあったことも背景にあることが指摘されている。
設計にあたっては、旅客が発券を要求してから実際に旅客に指定席券が渡されるまで30秒で済むこととされ、これによって繁忙期でも発券待ちの列が3人ほどに抑えられると考えられた。

### 文献
- 情報処理学会歴史特別委員会編、オーム社発行『日本のコンピュータの歴史』（1985）pp. 155–172、第8章「MARS-1」
- 喜多千草「模倣から創造へ：国鉄座席予約システムMARS-1における技術革新」文部科学省科学研究費補助金 特定領域研究「日本の技術革新－経験蓄積と知識基盤化－」第三回国際シンポジウム報告集、2007年12月、pp. 89–92

## 歴史

### マルス1

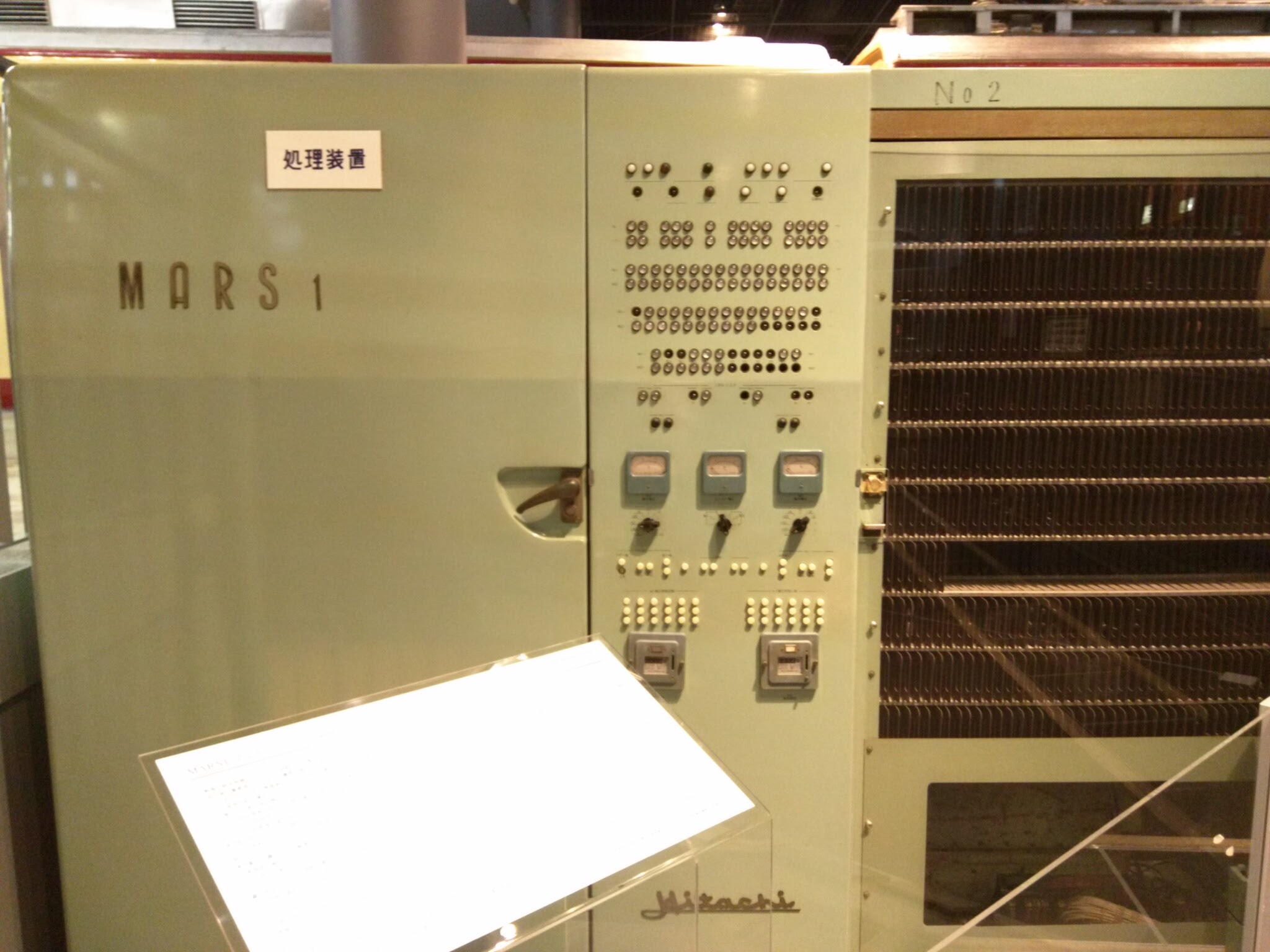
MARS1（中央処理装置）鉄道博物館の展示

マルス1は最初のマルスで、国鉄の座席予約専用のシステムだった。ハードウェアは専用に設計されたものを用い、記録装置としては磁気ドラム を採用し、ここに4列車、3,600席、最大15日分の予約が入力可能であった。1959年3月の運用開始を予定していたが、すべてが1からの手作りであったため、予定には間に合わず同年8月に完成、国内初のオンラインシステムとして1960年2月1日 に運用を開始した。中央装置は東京駅丸の内側の乗車券センター内に設置され、端末は東京都内に10台、名古屋と大阪に各1台の計12台が設置された。当初は下り「第1こだま」「第2こだま」に、その後6月に下り「第1つばめ」「第2つばめ」を加えた4列車 の予約業務を行なった。しかし、発券内容を切符として印刷することができず、プリンタで印刷し、それを窓口係員が書き写して切符を作成していた。
マルス1において特筆すべき点としては、東京駅など中央コンピュータに近い窓口では、ブラウン管による座席の予約状況を示す表示がおこなわれたことが挙げられる。これは日本において、ブラウン管を使ったコンピュータからの情報表示が実用化された極めて初期のものであった。以後のマルスでは遠方へのサービス等のためにランプによる表示のみとなったが、マルス105ではタイプライタによる出力がおこなわれた。
一方で最初のシステムということで不具合も多く、設置工事中には機器のダイオードが不良となりほぼ全て交換したり、記憶装置の磁気ドラムの破損が発生するなどした。稼働開始後も、記憶されたデータが係員のミスで全面的に破損し、すべての控えを手作業で集計しなければならなくなるなど、様々な失敗や不具合が相次いだ。
現在マルス1の本体は、埼玉県さいたま市大宮区の鉄道博物館に、電気学会から表彰された「電気の礎」プレートとともに展示されている。

### マルス100・200系統

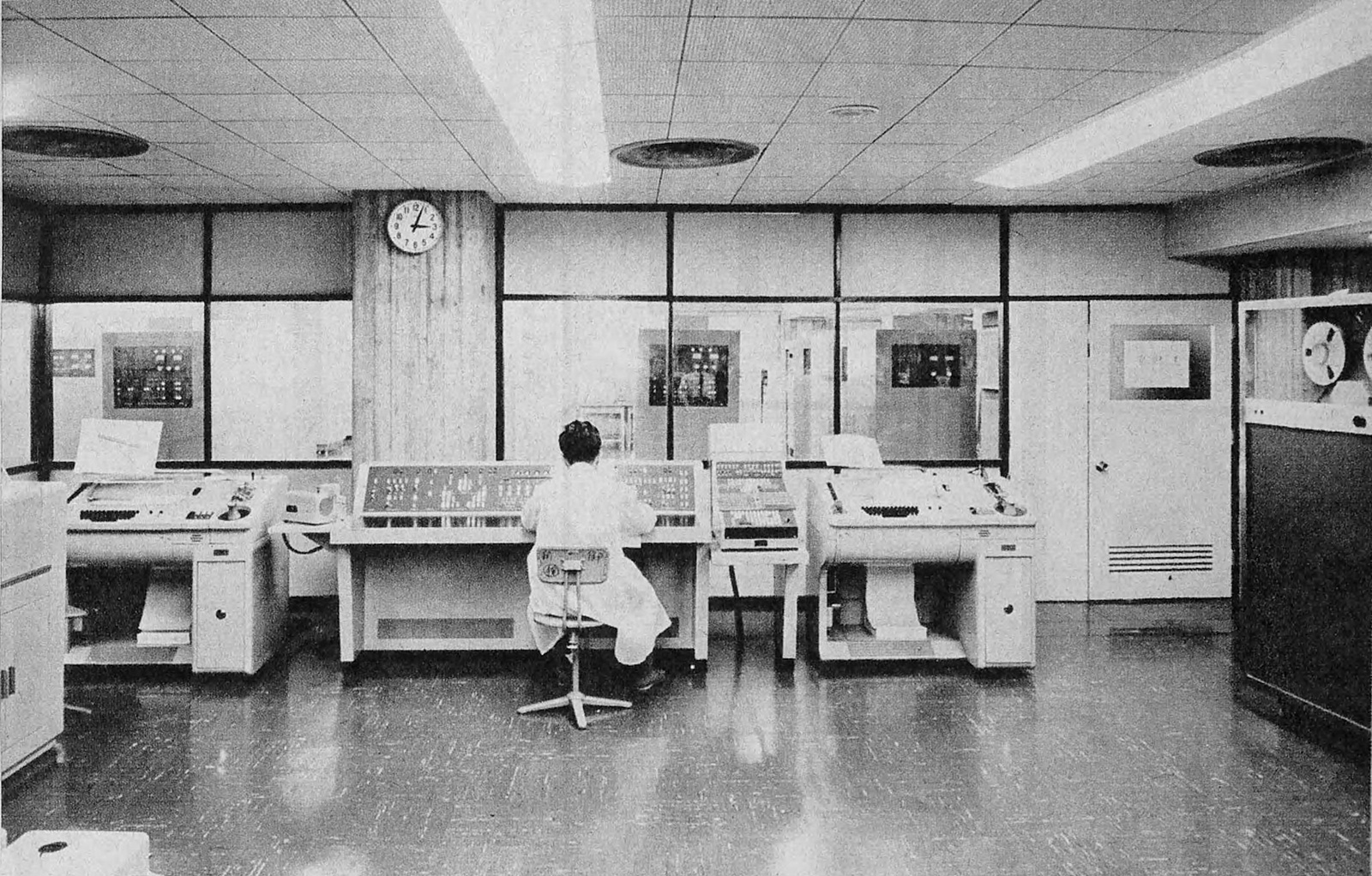
秋葉原駅中央装置室にてマルス101の制御卓

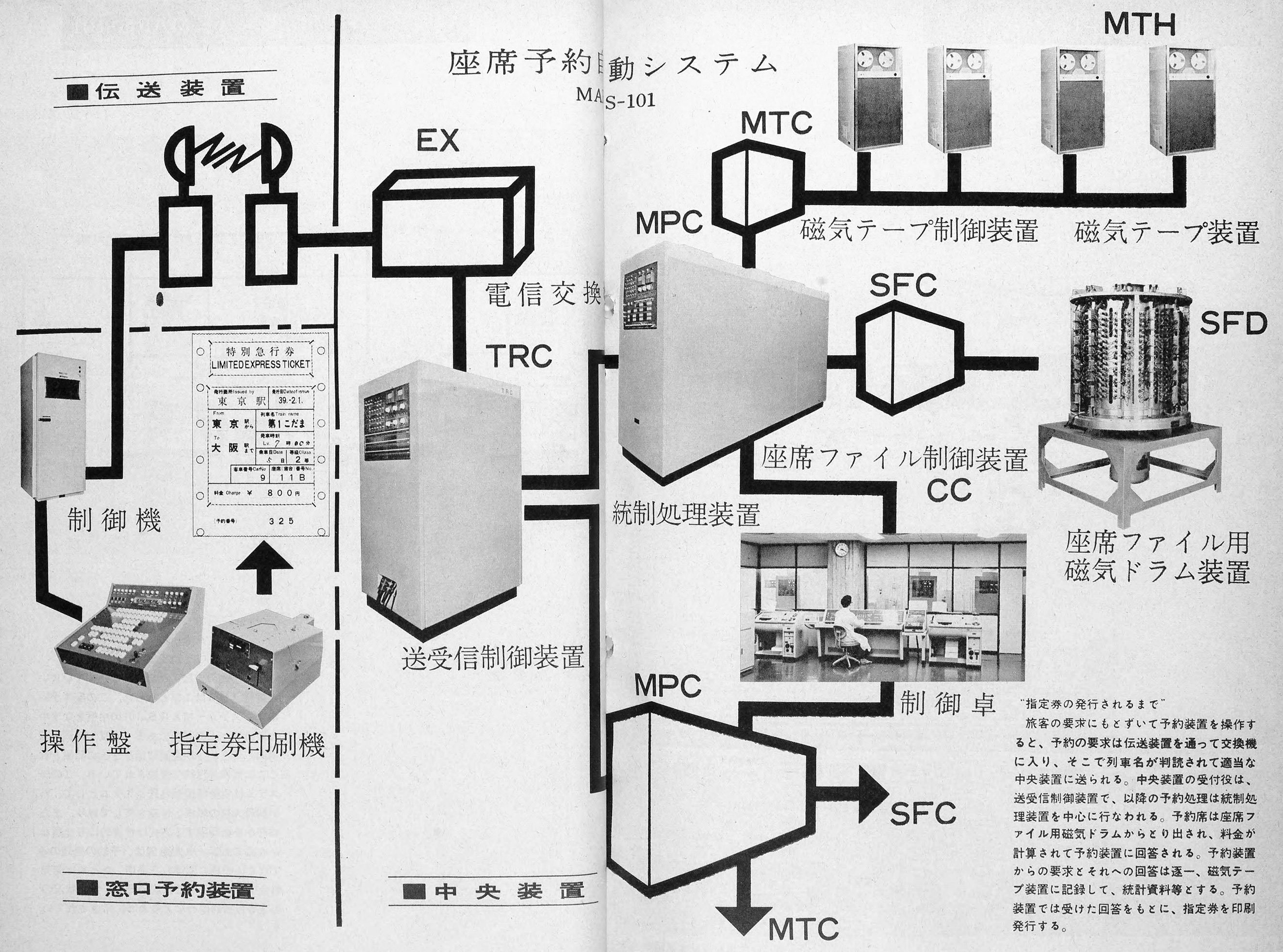
マルス101のアーキテクチャ

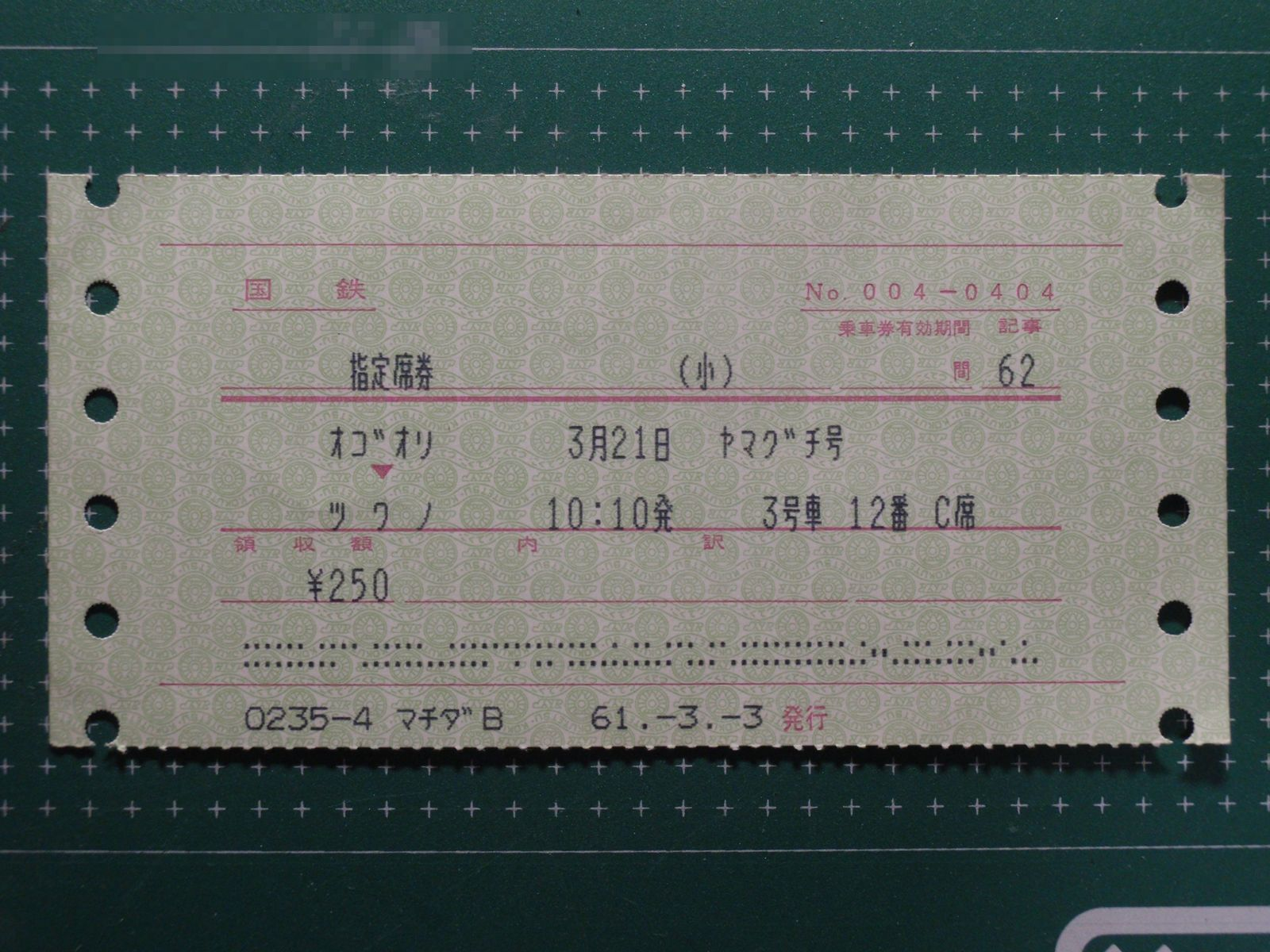
N型端末機で発券された指定席券

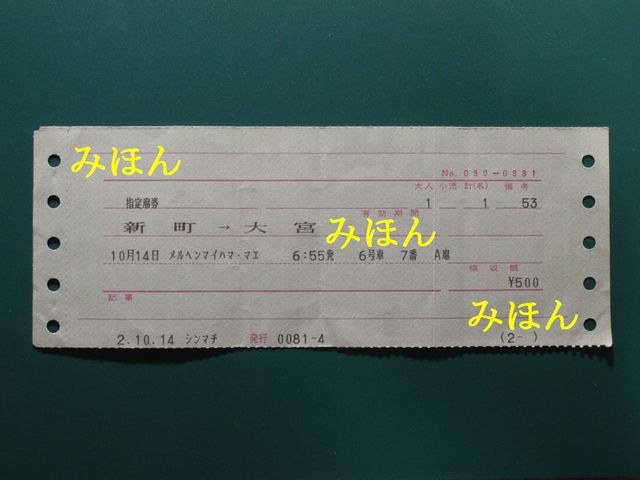
L型端末機で発券された指定席券

マルス101
マルス1でコンピュータによる予約システムの実証ができたため、全座席予約・全国展開・乗車券の印刷を盛り込んだマルス101が、次のマルスシステムとして開発された。日立側の形式の付かないマルス1とは異なり、本機の日立側の形式はHITAC 3030である。HITAC 3030はマルス101用に設計されたものであるが、航空の座席予約や銀行のオンラインシステムなどにも使われた。通信時のデータロスト対策やデータ構造の最適化による記憶容量の削減、準備完了ランプ、データエラー発生時再考ランプなどのユーザインタフェースの改良など、大規模なシステムに対応する数々の工夫が講じられた。
マルス101のヒューマンマシンインタフェースは、コンピュータの発達の初期にあったにもかかわらず大変工夫されたものであった。たとえば、予約する区間をシステムに入力するには、駅名のハンコを発券用のホルダにセットすれば、自動でハンコの側面にあるミゾのパターンにより入力される、といったものである。このような工夫は以後のマルスにも受け継がれた。
1963年夏に中央装置は出荷され、1964年2月23日から稼働を開始した。本体は秋葉原駅脇のビルに設置された。しかし、1列4席の列車にしか対応していなかったため、対象となる列車は在来線のみであり、同年10月開業の東海道新幹線の1列5席の座席の予約には対応できず、新幹線の予約の電算化は次の102からとなった。
マルス101は、国立科学博物館で展示されている。
マルス102
マルス101をベースに、1列5席対応化を行なったもの。1965年10月にみどりの窓口の運用開始と共に利用開始。
東海道新幹線の発券は台帳管理のため切符の販売に30分 - 1時間も時間を要して問題となっていたが、マルス102からは東海道新幹線の発券も可能となった。
マルス103
1968年10月の白紙ダイヤ改正（ヨンサントオ）をターゲットに、マルス101・102の機能を大幅に増強し、20万座席予約、団体業務専用システム（マルス201）の連携、より高信頼性なシステムを目指し、1966年から開発が始まった。前述のように専用機として開発されたマルス1や、専用ではないがマルスを念頭に設計された101などとは異なり、汎用機のHITAC 8400をベースとした上で完全二重化構成などのカスタムを加え採用した。また、フロントエンドにマルス101・102とのデータ振り分けを行なう装置を配置し、既存のシステムとの並行運用も行われた。
マルス201
団体旅行専用のシステムとして、1969年12月から稼働。
マルス104
1970年1月に万博輸送に向けて稼動。マルス103と同じ能力であり、マルス101は使命を終えた。
マルス105
山陽新幹線開業にあわせ、140万席の予約、10年稼働が可能なシステムをめざし、プロジェクトの方式から見直しを行ない、マルス102・103・104の置き換えを行なうシステムである。ハードウェアはHITAC-8700を協調稼働し、さらにもう1台予備系を配置した。発券機能も、2か月前からの発券、前日までの発券、割引扱いの拡充、券面への表示項目の増大など多くの改善項目が盛り込まれた。機器は国分寺市に新たに作られたコンピュータセンターに配置された。マルス105への移行は、1971年9月から3回にわけて、マルス103・102・104の順で行なわれ、同時にマルス201の移行も行なわれた。これは、マルス105への移行に伴って空いたマルス103のハードウェアをマルス201に流用し、既存のハードウェアをマルス150（電話予約システム）に置き換えるものである。
マルス105より、中央装置が秋葉原から、国立コンピューターセンター（現在の鉄道情報システム（JRシステム）中央システムセンター）に設置されることになった。
マルス105の端末として開発されたN型端末機は、それまでのシステムでは列車名や乗・降車駅の入力を券面の印字を兼ねたゴム印棒、いわゆる活字棒で行っていたものを、操作卓上に設置された方面別に整理されている入力器（本のページ状になっておりそれをめくる音から「パタパタ」と呼ばれた）を使用するように改良がなされて活字棒を廃止し、操作性や拡張性が飛躍的に向上した。また乗車券の部分についても、以前は係員がゴム印による押印、あるいは直接記入で行っていたものをコンピュータから自動的に印刷できるようになり、乗車券のみを発券することも可能になった。ただし当時は漢字印刷ができなかったため（タイプライター端末のため）、漢字は非常に頻度の多いもののみの表記で、他は片仮名表記であった。
また、「簡易マルス」と通称されていた鉄道電話回線を利用するK型端末機も存在した。操作時は駅名や列車名をコード番号で入力して一回ごとにダイヤルをし、ホストコンピュータに接続して照会・予約・発券を行っていた。K型端末は紋別駅、五稜郭駅、足利駅などの指定券発行の少ない駅や御宿駅、石打駅などの季節波動の大きい駅等で導入されたが、操作性の悪さや発券可能な券種に制限がある等の不都合が多く、後にやはり鉄道電話回線を使用するものの汎用PC（沖電気製PCを流用）を使用することで操作性を改善し、なおかつN型端末と同等の機能を持たせたL型端末機が開発されたため普及しなかった。なお、L型端末の導入によってみどりの窓口設置駅が急増した。
マルス202
マルス201を改良したもの。旅行会社端末との結合が行われ、団体枠のみならず旅行会社枠の個札（個人用乗車券類のこと）発券も可能となった。1975年に稼働開始。

### マルス300系統

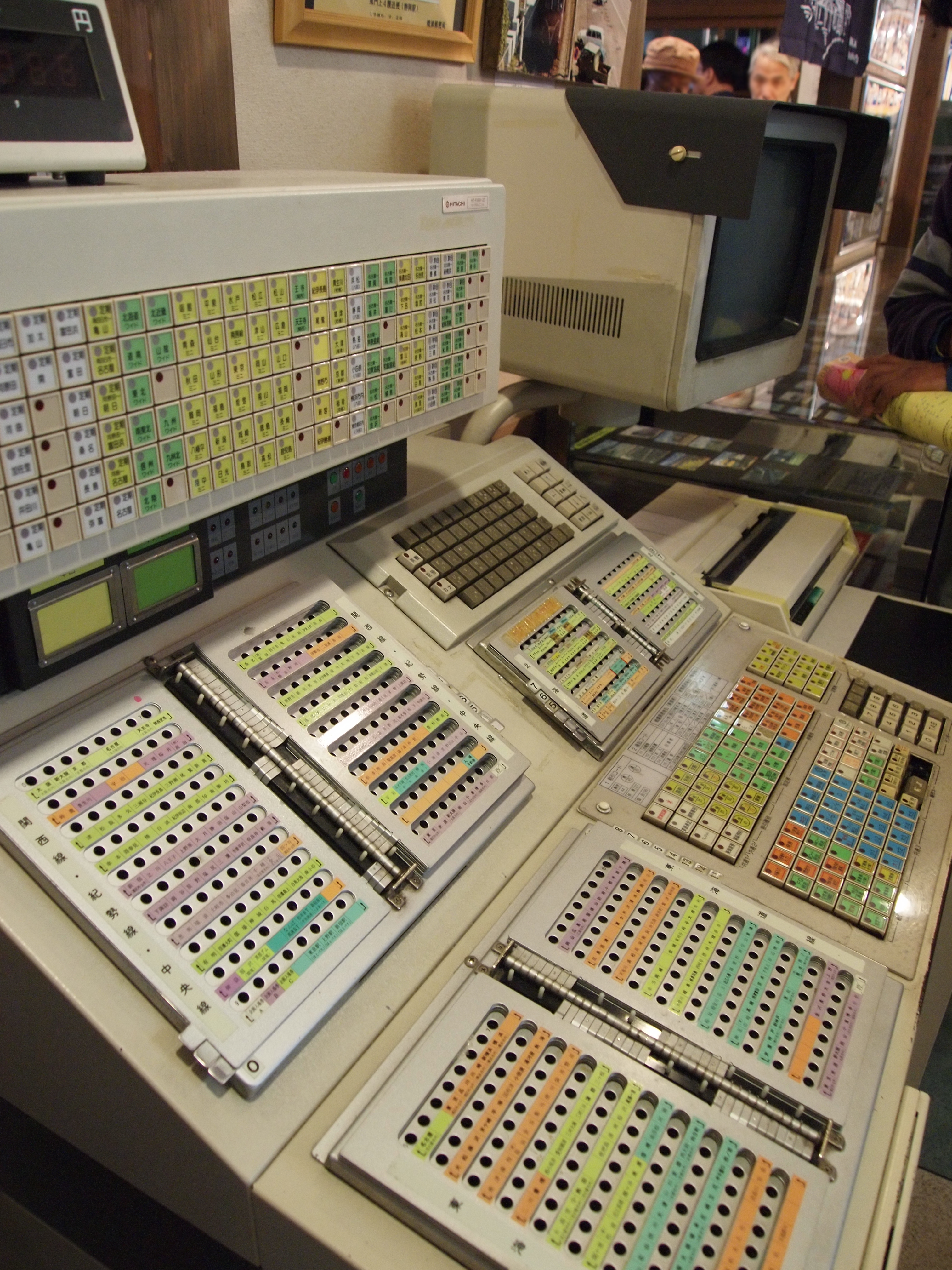
M型端末

マルス301
マルス100系、マルス150系、マルス200系の統合システム。1983年1月から開発が始まり、1985年3月1日に稼働開始。同時に登場したM型端末には、マルス向け端末で初めてモニターとキーボードが付いた。また目的地にピンを差し込んで入力するページ面（通称・パタパタ）を採用している。
駅コード（電略）の入力が可能なため、国鉄全線全駅を対象とした発券が可能となった。また周遊券などの図形を用いた券面印字や定期券にも対応した最初のシステムでもある。
乗車券原紙についても、本来は武蔵野線・片町線などで実用実験が開始された自動改札機に対応させるべく、連続用紙から裏面に磁性体を塗布したロール紙に変更されたが、定期券以外はサイバネ規格に準拠しておらず、定期券以外が実際に自動改札機での使用が可能になるのはマルス305以降となった。1987年4月1日、国鉄分割民営化によりマルスは鉄道情報システム（JRシステム）が承継した。
マルス305
国鉄分割民営化後、初めて鉄道情報システム（JRシステム）が稼働させたシステム。
自動改札機、偽造対策などへの対応を盛り込んだ。1993年2月に稼働開始。当初は2台のM880で運用。その後1997年にMP5800に移行。1999年以降のJRの乗車券原紙の地紋は現行の水色系となっている。片道乗車券の発券のロジックに問題があったことが知られている。

### マルス500系統
マルス501
2002年10月から稼働を開始したシステム。2003年10月に第2フェーズが稼働し、JR各社の個別の要求に対応できるようになった。また、システムの主要部分についてサーバ化が2004年にかけて進み、指定券自動券売機（MV端末）の機能増強も同時進行。乗車券類の直接サーマル券化も始まった。
それに伴い、通称「パタパタ」（ページ面）を有するM型端末は2002年9月30日をもって廃止され、L型端末（初のPC型端末機）も2003年9月30日をもって廃止された。2017年現在、稼働している端末機種で顧客操作型は（MV端末）MV30・35・40・50・60、係員操作型は（MR,ME端末）MR31・32・51・52、MEX端末、ME4端末であり、そのうち係員操作型MR31・51は旅行会社（AGT）用でプリカット紙（あらかじめ横幅が85mmもしくは120mmに切断済みで、右側に不正防止用に紫色の連番が入っている）を使用、顧客操作型MV40・60はクレジットカード決済専用でIC定期券の発券・更新に対応していないため（磁気定期券についてはJR北海道のMV60で対応例あり）、e5489・エクスプレス予約・JR九州インターネット・電話予約受取り専用として使われることが多い。このため、IC定期券に対応する必要がある場合は現金購入機能を省いてクレジットカード専用としたMV30C・35C・50Cを使用する例もある。
また、MV40・50・60、MR31・32・51・52、MEX、ME4は従来からあったカセットリボン（熱転写）による印刷から感熱印刷方式になった。MV35系列はカセットリボン式と感熱印刷式の双方が存在し、MV35がカセットリボン式でMV35C（クレジットカード専用）・MV35D（現金対応）が感熱印刷式である。感熱印刷式の端末では、2色印字に対応した特殊な感熱紙が使用されている。

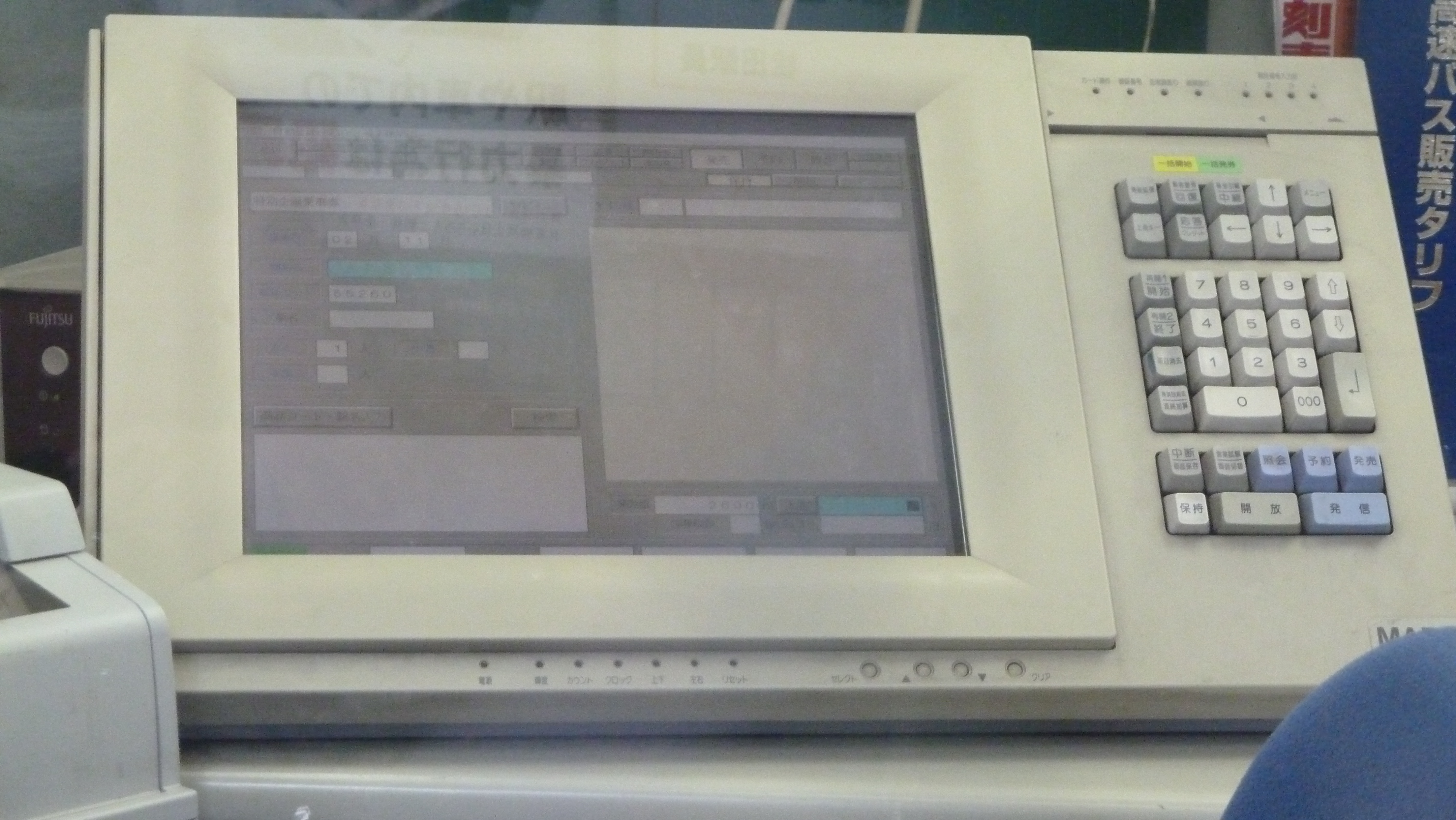
MR20型マルス端末。タッチパネル式。現在はMR32・52型に置き換えられ、現存しない。
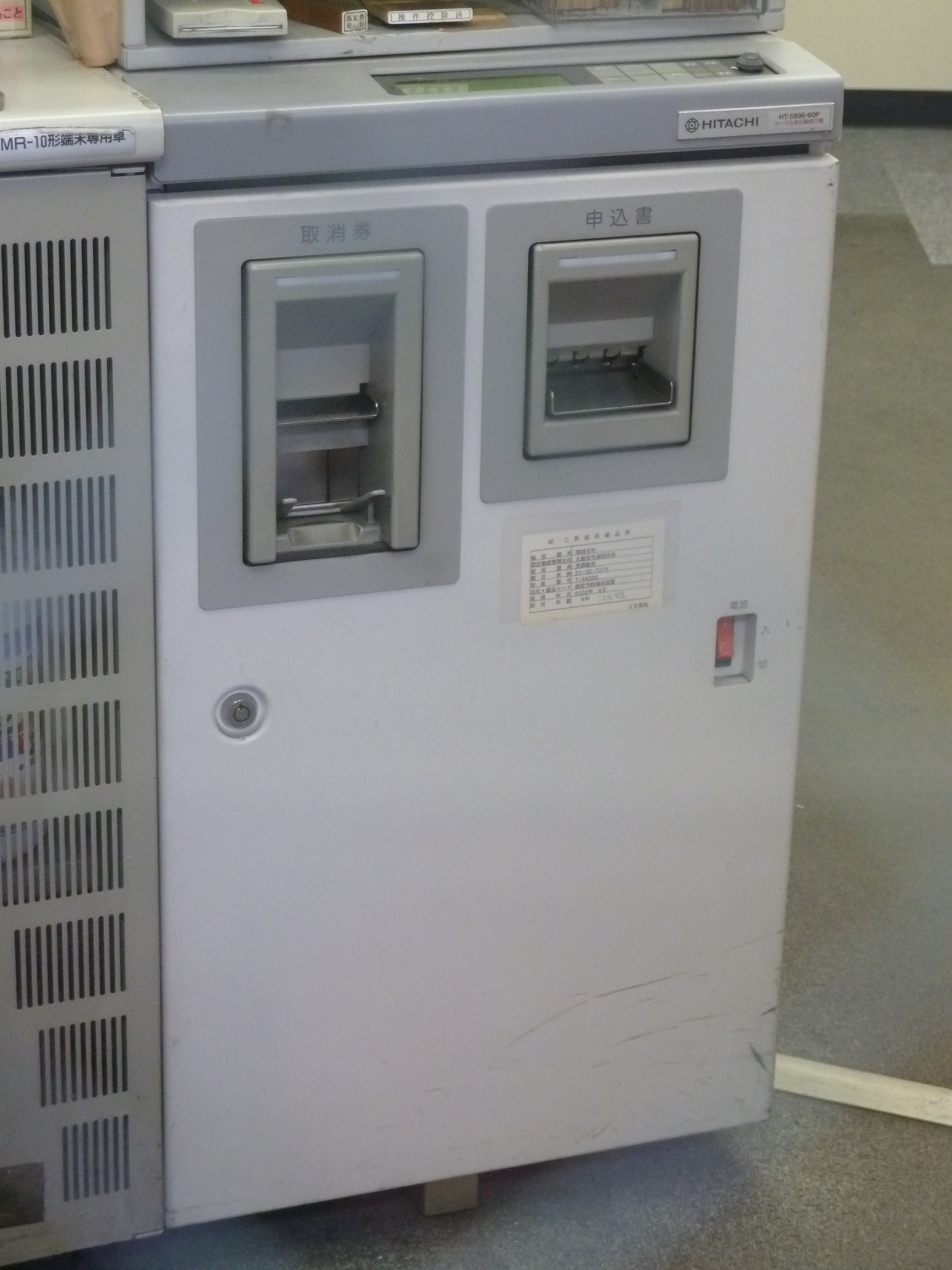
MR12・20・12W型端末のプリンター（発券機）。ロール紙対応、熱転写印刷式。現在の係員操作型端末は全て感熱印刷式のため、現存しない。
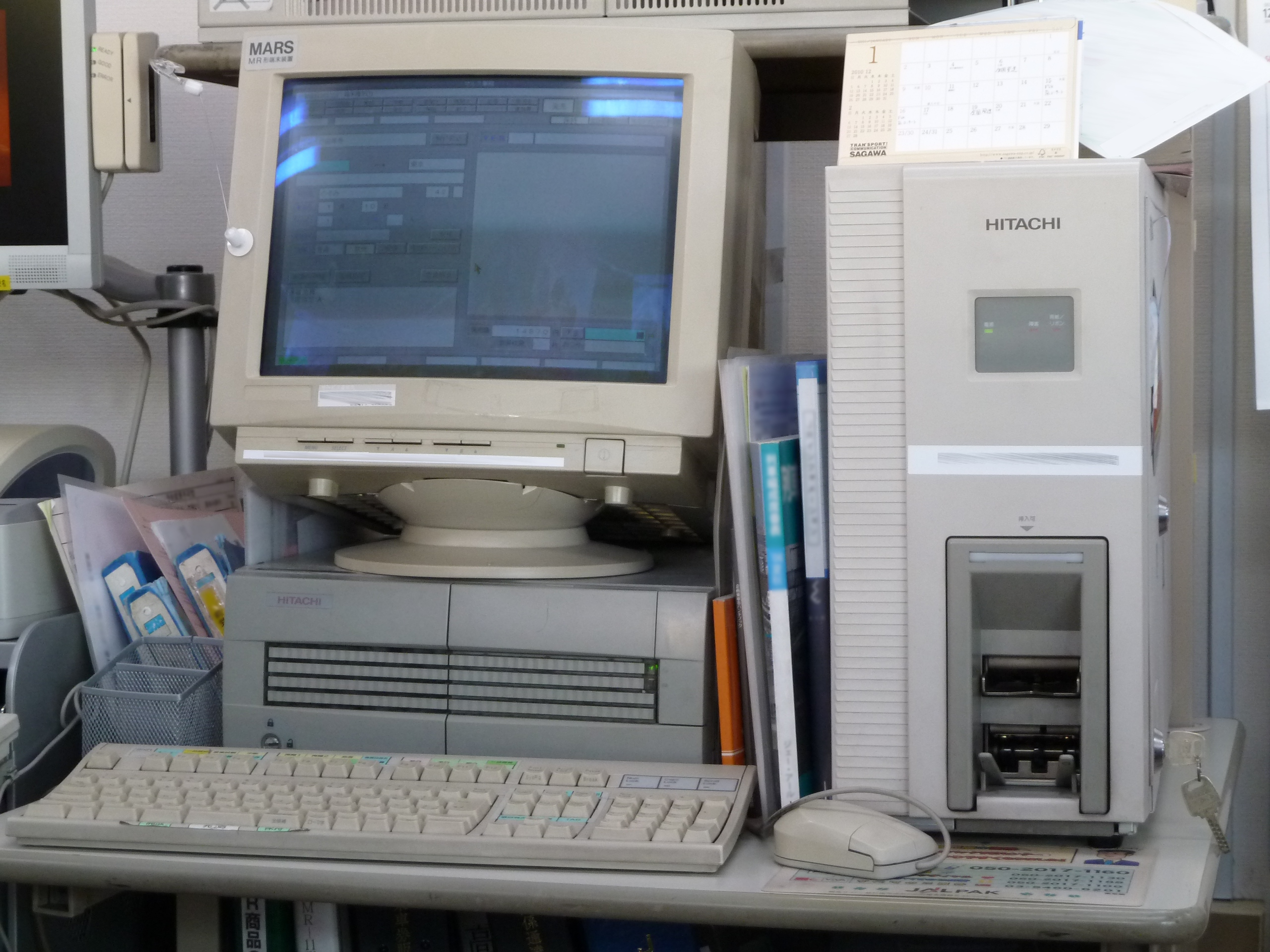
MR11型マルス端末。プリカット紙対応、熱転写印刷式。現在はMR31・51型に置き換えられ、現存しない。
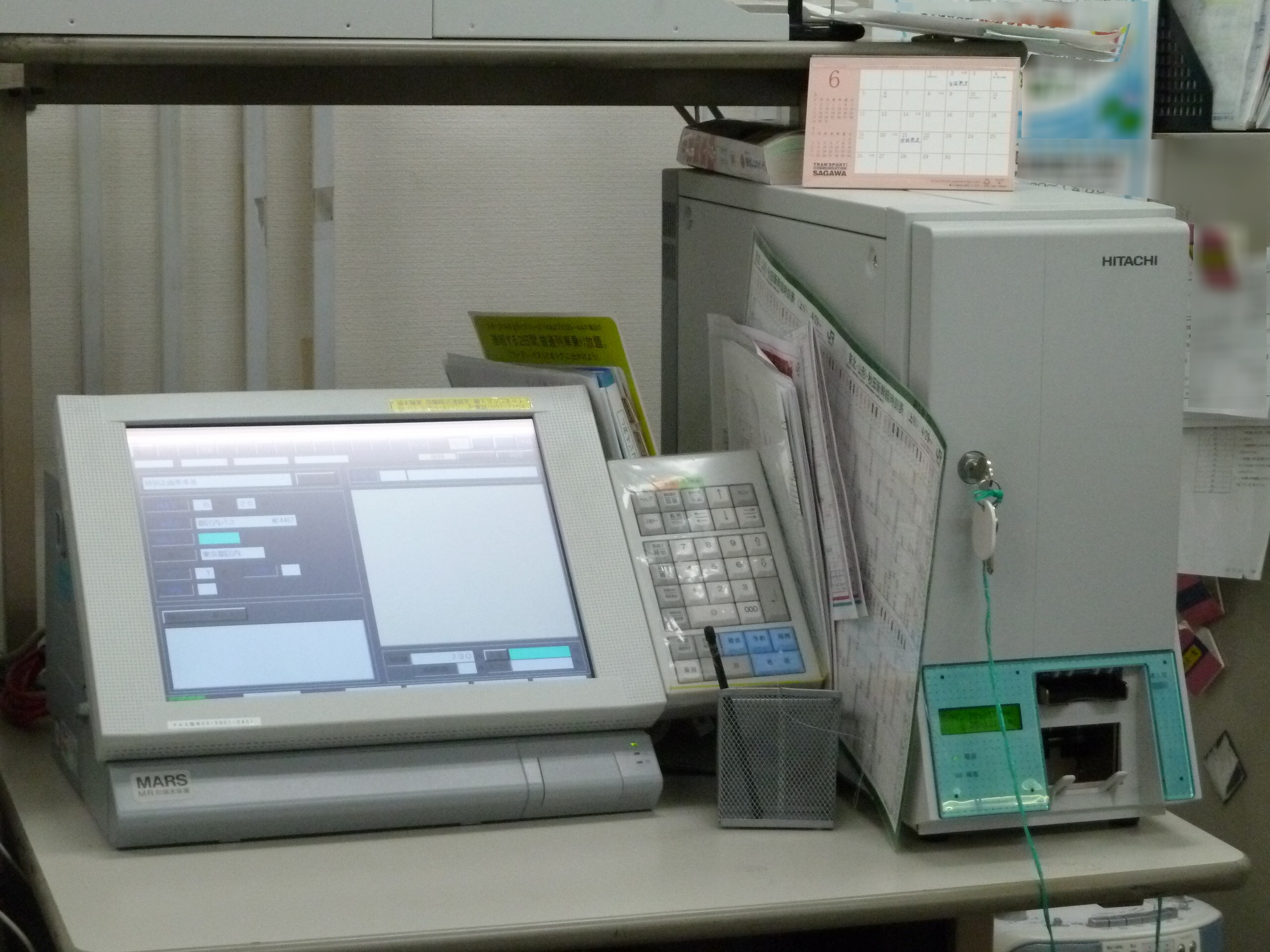
MR31型マルス端末（旅行会社向け）。タッチパネル式で、プリカット紙対応、感熱印刷式。最近はMR51型に置き換えられ、数を減らしている。
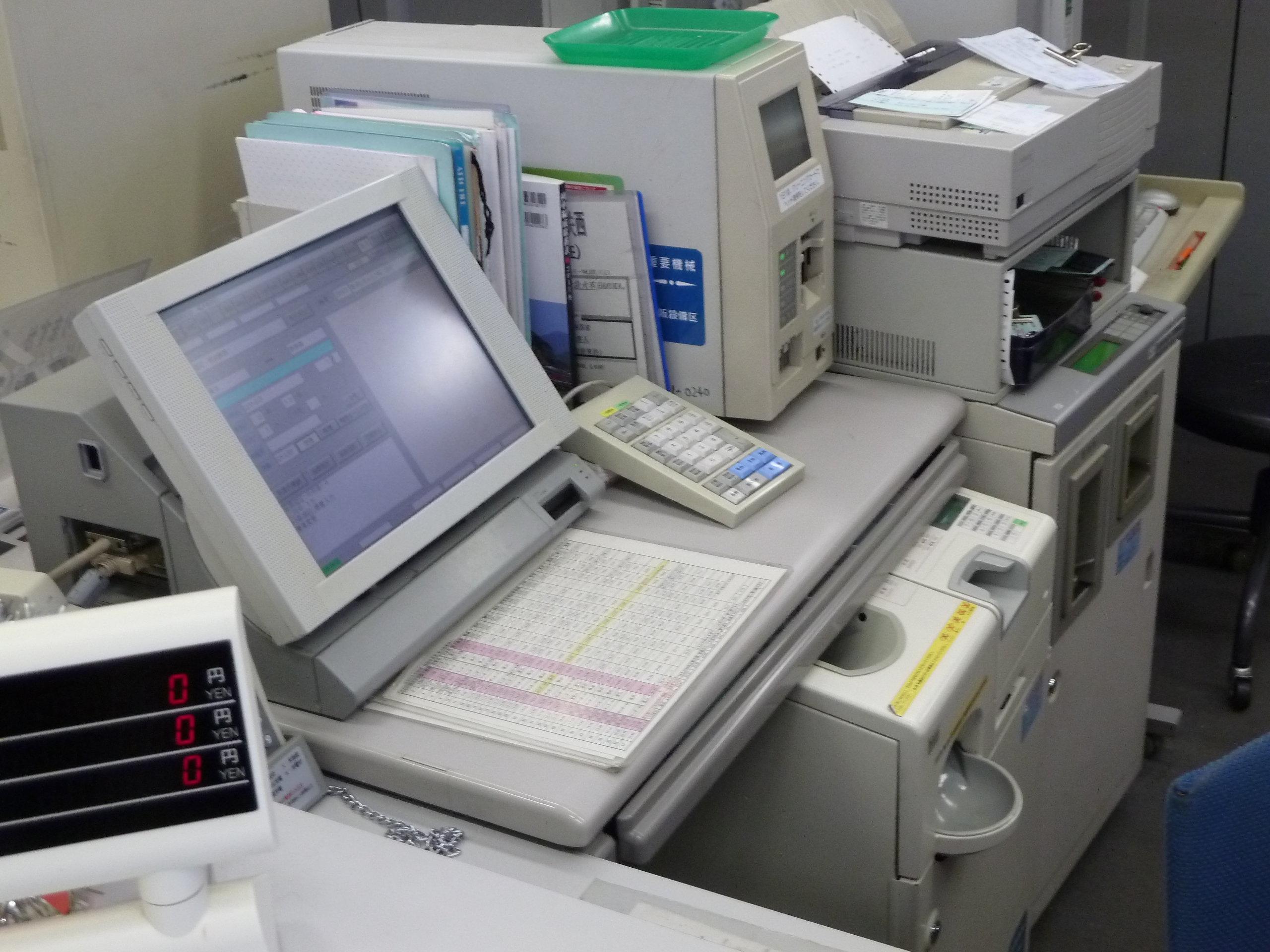
MR12W型マルス端末（JR西日本向け）。本体はMR31・32型と同じタッチパネル式で、プリンタはMR12・20型と同じロール紙対応、熱転写印刷式。現在はMR32・52型に置き換えられ、現存しない。

マルス505
2020年4月から稼働を開始した現行システム。JR各社のインターネット予約システムやチケットレス乗車等の施策に対応した機能拡充が行われた。

## 類似システム
JR北海道では一部の自社内完結の常備用前出し券、入場券、旅行商品などを発券する際は「総販」というローカルシステムで管理・発券していた。MR端末のシステムの一部に組み込まれていて、現在は精算、売上管理用途のみに用いられる。このシステムで発券した切符には「総販」というマークが印字されたほか、連番などの印字方法もマルスシステムとは異なる券面での発行となっていた。また、総販システムでは、発券ごとに国分寺のマルスホストと通信する必要がなく、通信費などの削減に効果をあげている。もちろん、座席指定を伴う新幹線・在来線特急券、指定席券のほか、乗車券などについても、マルス端末機能を使用した発行となる。
JRバスグループでは、列車とは異なるバス特有の事情や、マルスがコンビニエンスストアのマルチメディアステーションやインターネットなどと接続されていないなどの理由から、マルスとは別にジェイアールバス関東、ジェイアール東海バス、西日本ジェイアールバス、JRシステムによって「高速バスネット」が開発され、2006年から稼動しており、「ドリーム号」などの「高速バスネット」での予約や購入には、路線や条件によって運賃を割り引くなどの特典を実施している。これに伴い、マルス枠を廃止する路線も増えてきている。また、ＪＲ北海道、JR東日本、JR東海ではマルスでのバス乗車券の発売を終了している。
私鉄でも、有料座席指定特急を運行する事業者では、同様の座席予約システムを構築していることが多い。一例として、近畿日本鉄道は「ASKA（All-round Services by Kintetsu and its Agency）システム」を開発・運用しており、主要旅行会社のシステムとも結合されている。小田急電鉄では、2003年に「MFITTシステム」を導入している。
航空会社の座席予約システムは総称として、CRS（Computer reservations system）と呼ばれる。

## その他
- 同一の駅名がある場合は、(路線名)+駅名の順で登録されている（例：橋本駅（横浜線、和歌山線に存在する））。
- 機能上の制約から、普通車・グリーン車しか登録が出来ないため、特別な設備がある場合は、列車名+特別な設備の名称で登録されている。
【例】
  - マリンライナーパノラマ
  - はまなすカーペット号
  - ムーンライトながら・セミコンパートメント席[28]
- 同様に1階席と2階席が区別されている列車では、列車名+階数で登録される。
【例】
  - Maxやまびこ××号2階[29]
  - はまなすカーペット号1階
- 機能上、文字数の制約から列車名が長い場合は省略される。
【例】
  - タンゴエクスプローラー → エクスプローラー
  - Maxたにがわ → Mたにがわ
  - トワイライトエクスプレス → トワイライトEXP
- 端末機種によって機種名が分かるように発行箇所名の後ろに「＃」・「W」・「＠」・「F」・「MV」・「MK」・「US」・「UK」・「MR」・「ER」など記号が印刷されている。
  - 一例：○○駅＃1発行や○○駅＠1発行など